# Meteorus hyphantriae
Meteorus hyphantriae är en stekelart som beskrevs av Riley 1887. Meteorus hyphantriae ingår i släktet Meteorus och familjen bracksteklar. Inga underarter finns listade i Catalogue of Life.